# グスタボ・アドルフォ・ベッケル
グスタボ・アドルフォ・ベッケル（Gustavo Adolfo Bécquer, 1836年2月17日 - 1870年12月22日）は、スペインの詩人、散文作家。抒情詩に優れ、スペインの国民的詩人とされる。本名はグスタボ・アドルフォ・クラウディオ・ドミンゲス・バスティーダ(Gustavo Adolfo Claudio Domínguez Bastida)。グスターボ・アドルフォ・ベッケルと表記される場合もある。
健康と家庭に恵まれず、不遇の生涯を送った末に夭折。死後に唯一の詩集『抒情詩集』を遺した。スペイン近代詩の源流として高く評価され、後世の詩人に大きな影響を与えた。

## 生涯
セビリアに生まれる。父は著名な風俗画家であったホセ・ドミンゲス・ベッケル。8人兄弟の5番目であった。5歳で父と、10歳で母と死別。伯母に引き取られる。孤児のために設置された海員学校に入学するがすぐに廃校となったため、バルトロメ・エステバン・ムリーリョのアトリエに入学、その後は親戚のアトリエで修行する。当初は画家を目指したが、一方で読書に耽るようになり、17歳でマドリードの雑誌に自作の詩が掲載されるようになるなどして、やがて文学を志すようになる。この時期に最初の恋人フリア・カブレラとの出会いと別れを経験。またナルシソ・カンピーリョ、フリオ・ノンベーラなどの友人を得る。
1854年、18歳で首都マドリードに移り、下級公務員、書記、記者などの職を転々としながら執筆活動を送るが、世に認められず、生活は苦しかった。1857年『スペイン教会堂史』第1巻を発表するが以後中断。この頃、王立劇場の指揮者ホアキン・アスピンの娘フリア（前述のフリア・カブレラとは別人）に恋をするが実らなかった。1860年、結核の療養中に主治医フランシスコ・エステバンの娘カスタと出会う。彼女へのメッセージとして『ある女性への文学的書簡』を「エル・コンテンポラネオ」（後述）に計4通発表した。翌年5月にカスタと結婚するも、性格の不一致などにより結婚生活は円満ではなかった。
この頃から自由主義穏健派の新聞「エル・コンテンポラネオ」(El Contemporáneo, 現代)の編集を手掛けるようになり、1861年から1863年にかけ、自作の詩を同紙に掲載するようになる。この詩は死後に『抒情詩集』『伝説集』に収録される。また療養先のベルエラ修道院で書かれた詩的書簡は1864年に同紙に掲載され、『わが僧坊より』としてまとめられた。同紙に関わっていたことで、自由主義穏健派の重鎮ゴンサーレス・ブラボの知遇を得る。ブラボはベッケルのよき理解者となり、ブラボが内務大臣に就任すると、1865年から1868年まで小説検閲官の職を得て安定した生活を送り、創作活動に専念する。この時期に詩集の草稿をまとめ、出版を依頼してブラボの手許に預けていた。しかし1868年のスペイン9月革命によりブラボ邸は襲撃に遭い、出版を待つのみであった草稿は失われた。その後トレドへ1年間赴き、同地で霊感を得て記憶を頼りに草稿を再生した。
1870年の1月に文芸雑誌「マドリッド画報」の編集長に就任する。マドリードやトレドの取材記などを執筆するも、同年の年末に肺炎のため死去。34歳だった。前述の友人達により遺稿が整理され、翌71年に『抒情詩集』と『伝説集』が編まれ『ベッケル作品集』全2巻(Obras)が刊行された。
1965年から1970年まで発行された100ペセタ紙幣に肖像が使用されていた。

## 作風と影響

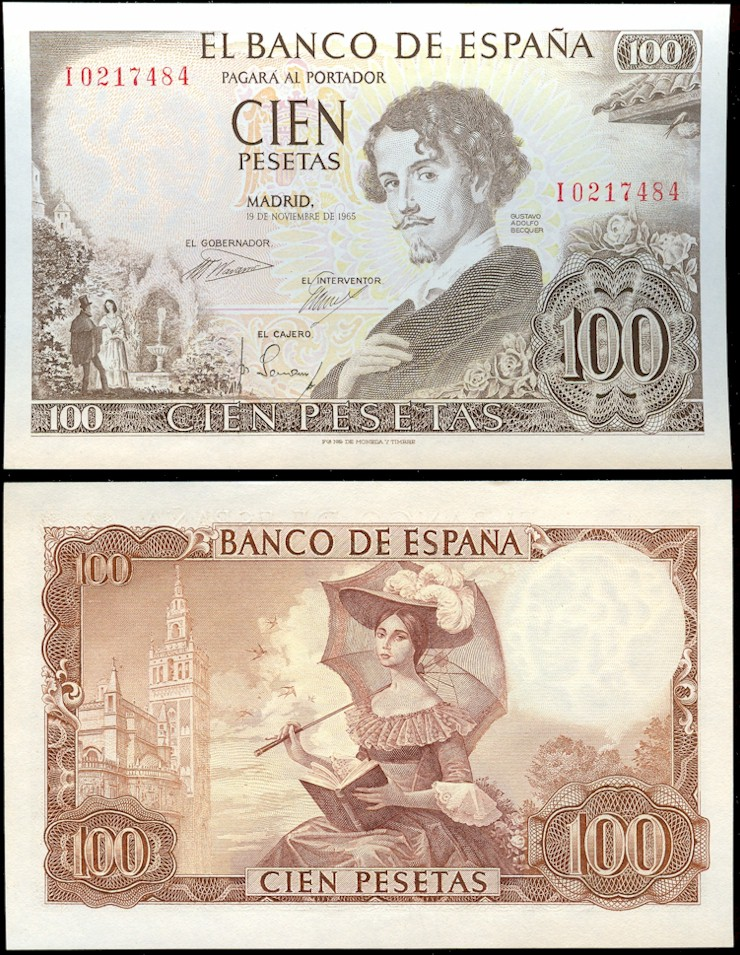
スペインの国民的詩人とされ、ユーロ導入以前は100ペセタ紙幣に肖像が用いられていた時期もある。

ベッケルの生きた1850年代は、ハインリヒ・ハイネに代表されるドイツ抒情詩をスペイン詩に導入しようとする動きがあった。そのため従来は、ベッケルはハイネなどの模倣と見做されることもあったが、派手な修辞法を一切取り除き、繊細な感受性、伝統的な民衆詩に連なる簡素な詩形と哀愁に満ちた深い主観主義はベッケル独特の世界であり、ドイツの影響というよりベッケル自身の卓越した感性から創出されたものである。一方で『伝説集』にはE.T.A.ホフマンの影響が見られる。
『抒情詩集』には愛の歓喜や苦悩、孤独、死の予感など、詩人の内的世界が真摯に歌われている。その純粋な抒情詩はスペイン近代詩の先駆け、スペインロマン主義の最高傑作としてフアン・ラモン・ヒメネスら後世の詩人に多くの影響を与えた。
幻想的短編集の『伝説集』は、感覚の強調、大胆な暗喩や色彩に満ちた絵画的描写によって第一級の詩的散文と評価され、詩と合わせて後のモデルニスモに影響を与えた。

## 著作
詩集
- 『抒情詩集』 (Rimas) 1871年

スペイン9月革命で失われた草稿をベッケル自身が記憶を頼りに書き直し、「すずめの本」(Libro de los Gorriones)として再び草稿にまとめ上げた。これを中心にベッケルの死後に編集された詩集である。ベッケルの100編に満たない全ての詩が収録されている。理想を追い求める前に現実の運命に苦悩する自我、殊に愛の苦悩を、独特の抑制された音調で綴っている。身近な題材を用いながら、通俗に堕さず深い叙情性を内包している。
短編集
- 『伝説集』 (Leyendas) 1871年

スペイン各地の伝説や東洋の伝承に題を取った幻想的短編集。中世のレコンキスタ期を舞台とした作品が多いが、近代社会を描いたものもある。評価の高い作品に「オルガン弾きペレス」(Maese Pérez, el organista, 1861)など。
- 『わが僧坊より』 (Cartas desde mi celda)[7] 1864年

療養先のベルエラ修道院で書かれた詩的書簡集。全10通のうち9通が「エル・コンテンポラネオ」に掲載された。

### 日本語訳
- 『緑の瞳・月影　他十二篇』 高橋正武訳、岩波文庫、1979年
- 『スペイン伝奇作品集』 神代修訳、創土社、1980年
- 『赤い手の王』 日比野和幸・野々山真輝帆 監訳、彩流社、1995年
- 『スペイン伝説集』 山田眞史訳、彩流社、2002年
- 『ベッケル詩集』 山田眞史訳、彩流社、2009年